# Boulevard Jourdan
Pour les articles homonymes, voir Jourdan.
Le boulevard Jourdan est un boulevard du 14e arrondissement de Paris. C'est un élément de la ceinture de boulevards extérieurs dits « boulevards des Maréchaux ».

## Situation et accès
Le boulevard part de l'avenue Pierre-de-Coubertin et passe par la porte d'Arcueil avant de se terminer porte d'Orléans, au bout de l'avenue du Général-Leclerc, où il laisse la place au boulevard Brune. Il a une longueur de 1 430 mètres pour une largeur de 40 mètres. Il est desservi par la station de métro Porte d'Orléans. En outre, la gare de Cité universitaire, située sur la ligne B du RER, le dessert également à hauteur de la Cité internationale universitaire de Paris.
Après avoir été accessible par la ligne de bus de Petite Ceinture, le boulevard Jourdan est désormais accessible par la ligne 3a du tramway.

## Origine du nom

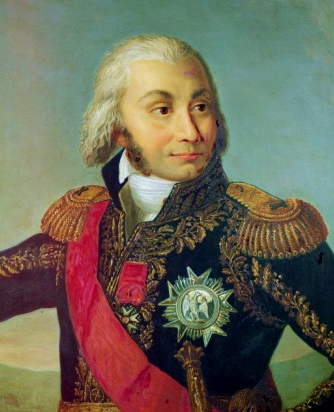
Jean-Baptiste Jourdan.

Il a reçu son nom du comte Jean-Baptiste Jourdan (1762-1833), maréchal d'Empire en 1804.

## Historique
Le boulevard Jourdan fait partie de la ceinture de boulevards créée à partir de 1861 le long de l'enceinte de Thiers, à la place de la rue Militaire.
- En 1868, dans un grand terrain de 4 000 mètres entouré d'acacias, situé rue Nansouty et boulevard Jourdan, fut créé le géorama universel de Montsouris[1], attraction géographique aujourd'hui disparue.
- Nos  38 à 48 : terrain acquis par l'État, en 1841, au Petit-Montrouge (actuel quartier du Parc-Montsouris), alors territoire de la commune de Montrouge, en bordure nord de l'ancienne rue Militaire, qui fait alors face au glacis et à la zone de servitude militaire non aedificandi. En ce lieu étaient établis, entre 1858 et 1918, le « dépôt de remonte de Montrouge » et l'« école de dressage de Montrouge » où étaient entraînés les chevaux destinés à l'armée[2].

| |  |  |
| À gauche, vue vers l'ouest (en direction de la porte d'Orléans) et, à droite, vue vers l'est (en direction du stade Charléty). |  |  |

## Bâtiments remarquables et lieux de mémoire

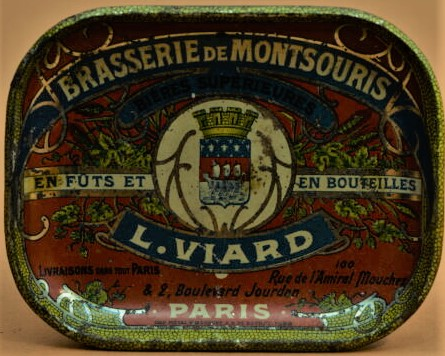
Cendrier de la Brasserie de Montsouris, vers 1900.

- No 2 (angle avec la rue de l'Amiral-Mouchez) : emplacement de la Brasserie de Montsouris, qui y produisit des bières au moins entre 1900[3] et 1918[4]. Depuis 1975, immeuble d'habitation de 11 étages.
- No 6 : dernier domicile d'Henri Kassagi (1932-1997), artiste prestidigitateur.
- No 7 : Maison de l'Italie.
- No 17 : Cité internationale universitaire de Paris.
- No 42 : Institut mutualiste Montsouris.
- No 48 : campus Jourdan (École normale supérieure et École d'économie de Paris). Entre 1948 et 1985 : École normale supérieure de jeunes filles. C’est approximativement à cet emplacement qu’était situé le moulin du Bel-Air, encore en activité en 1809 selon la liste des moulins de Gentilly. Les ouvriers des carrières, ici à ciel ouvert, venaient s’y désaltérer. C’est pour cela qu’il est mentionné « cabaret et moulin » sur le plan de Roussel de 1731[5].
- No 100 : ancien cinéma de quartier « Orléans-Palace ». Il est créé, à l’emplacement d’un dépôt d’omnibus en 1914 et ferme en 1962. Il contenait 700 places, sans balcon[6].

Galerie de photographies
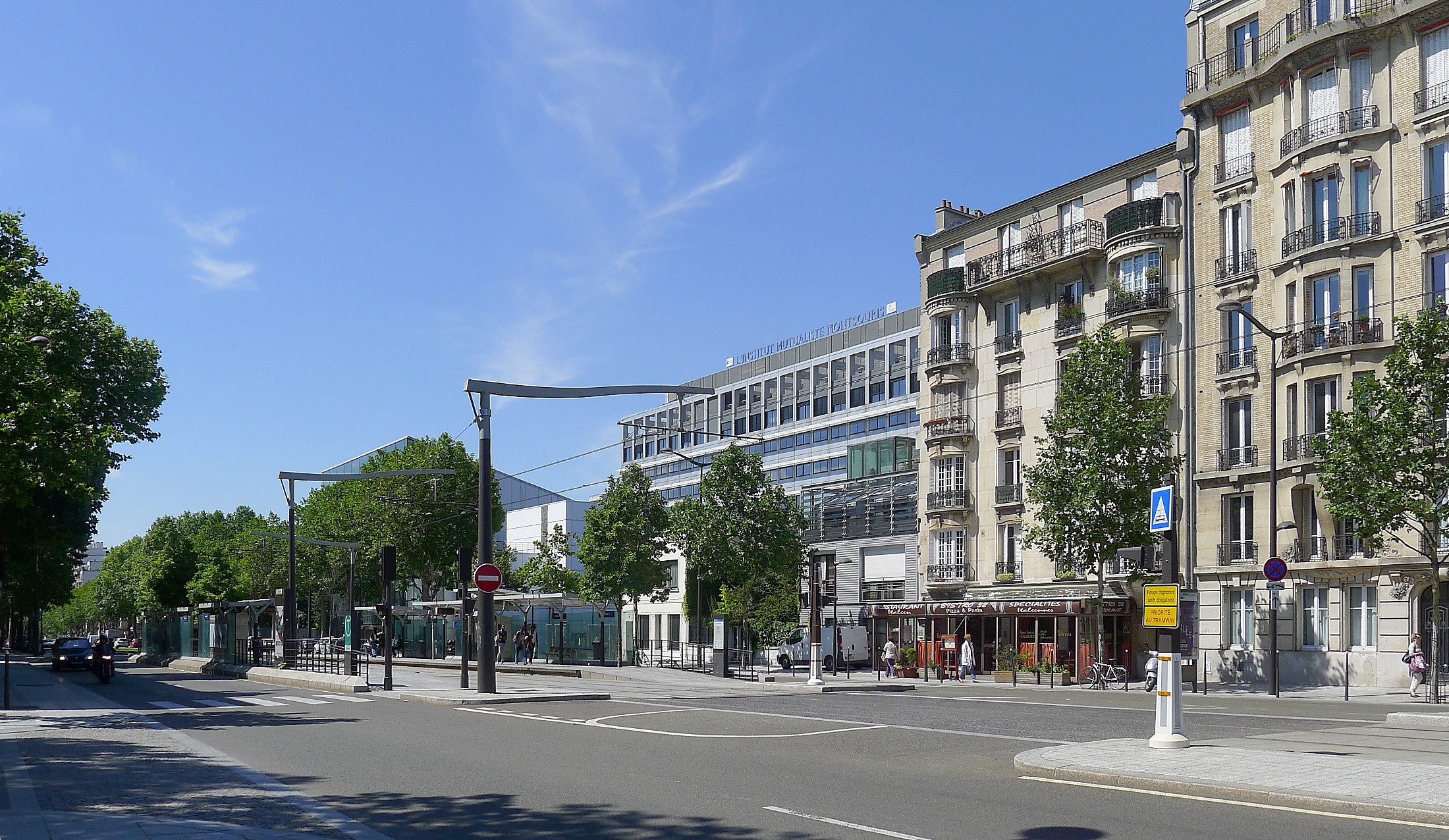
Au niveau de la porte d'Arcueil.
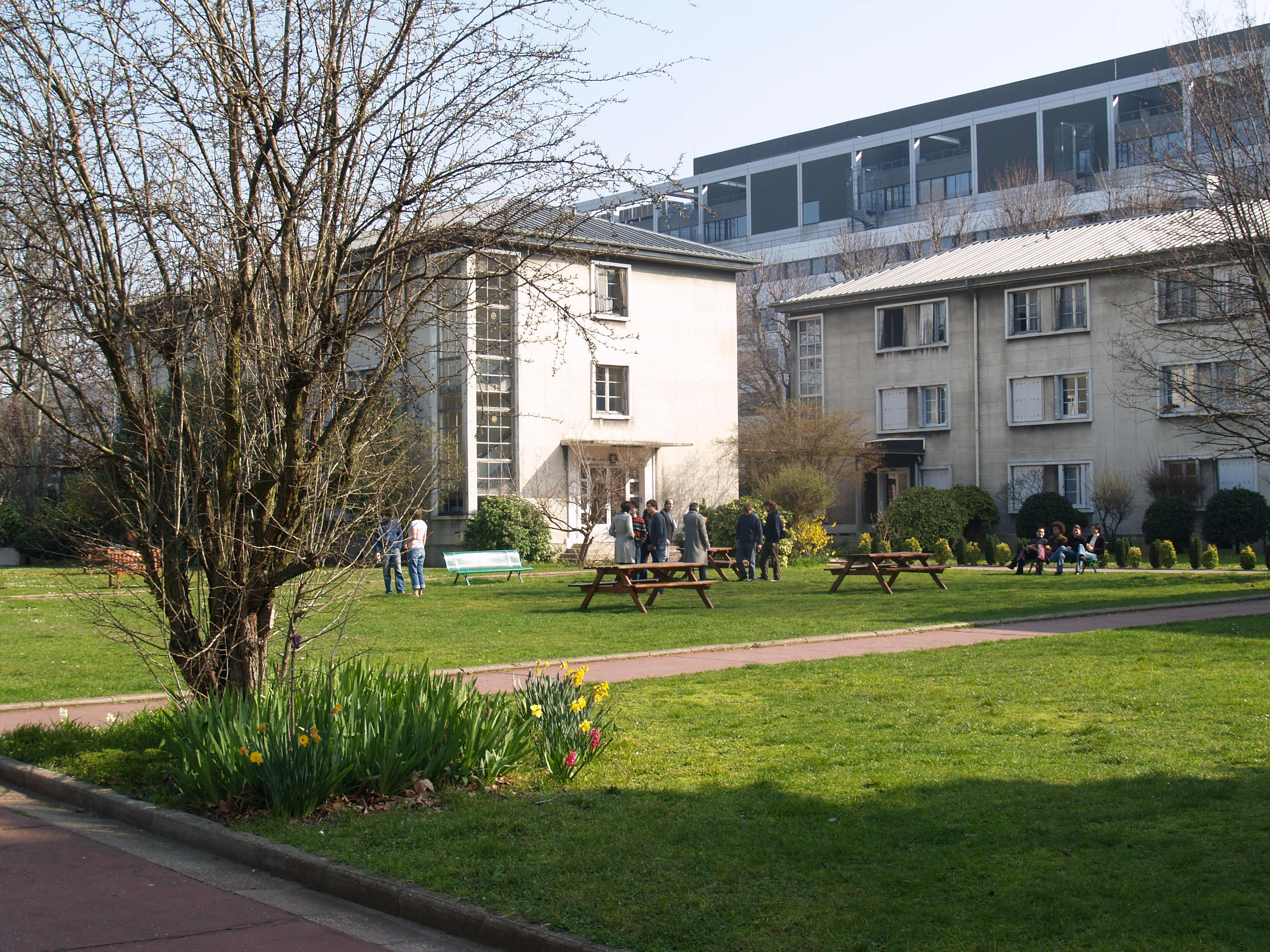
École normale supérieure, campus Jourdan.
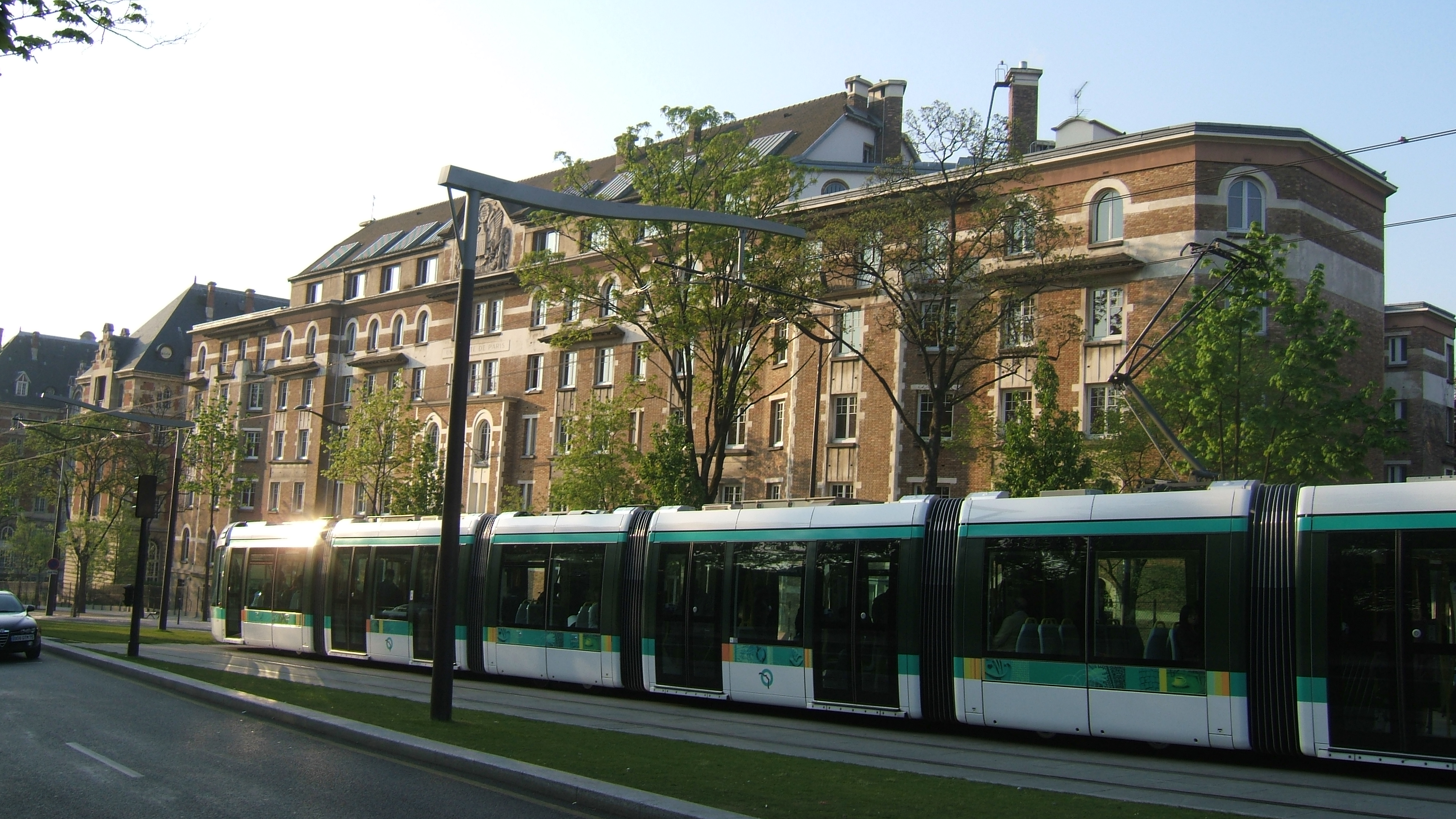
Fondation des États-Unis et tramway.
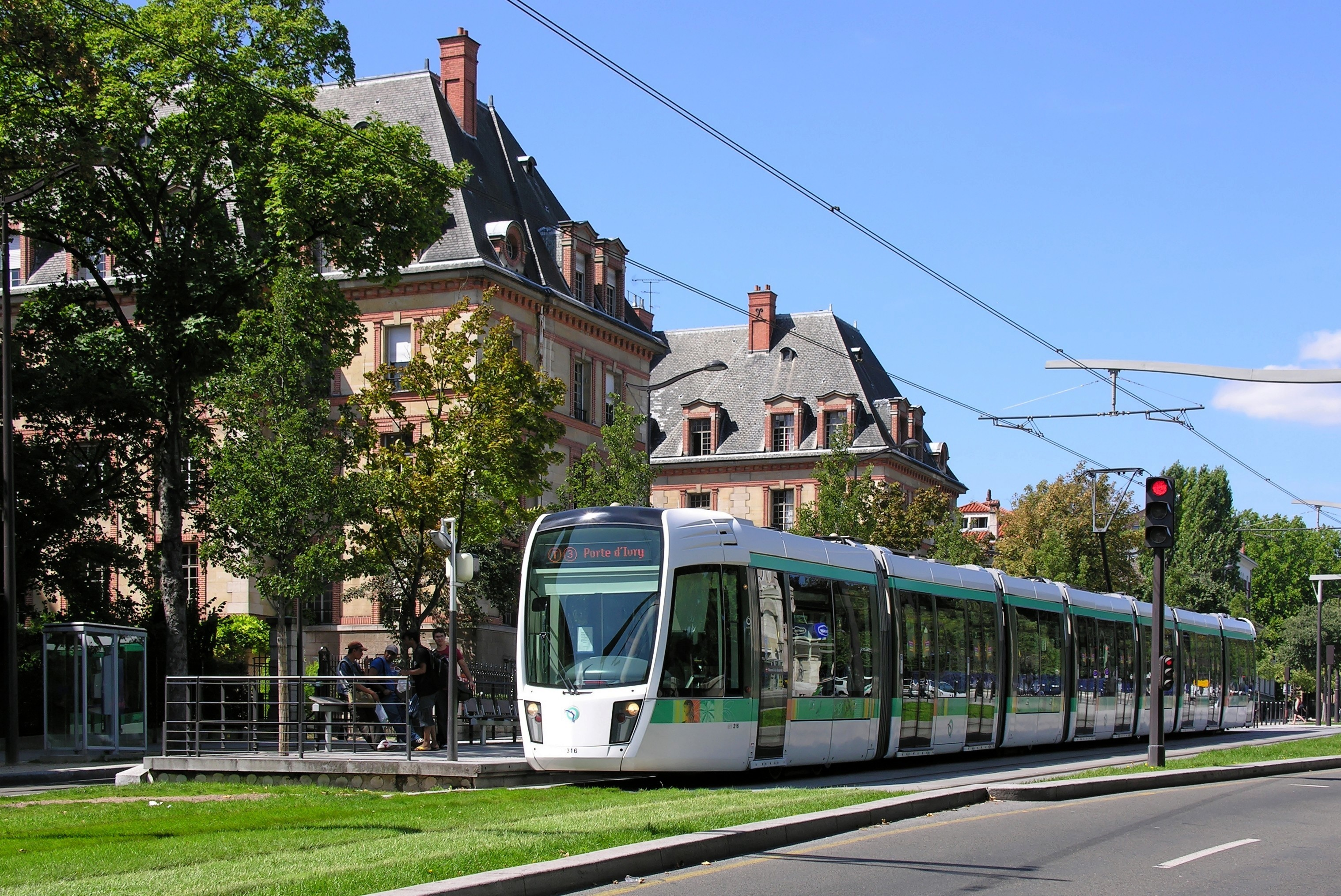
La Cité internationale universitaire.
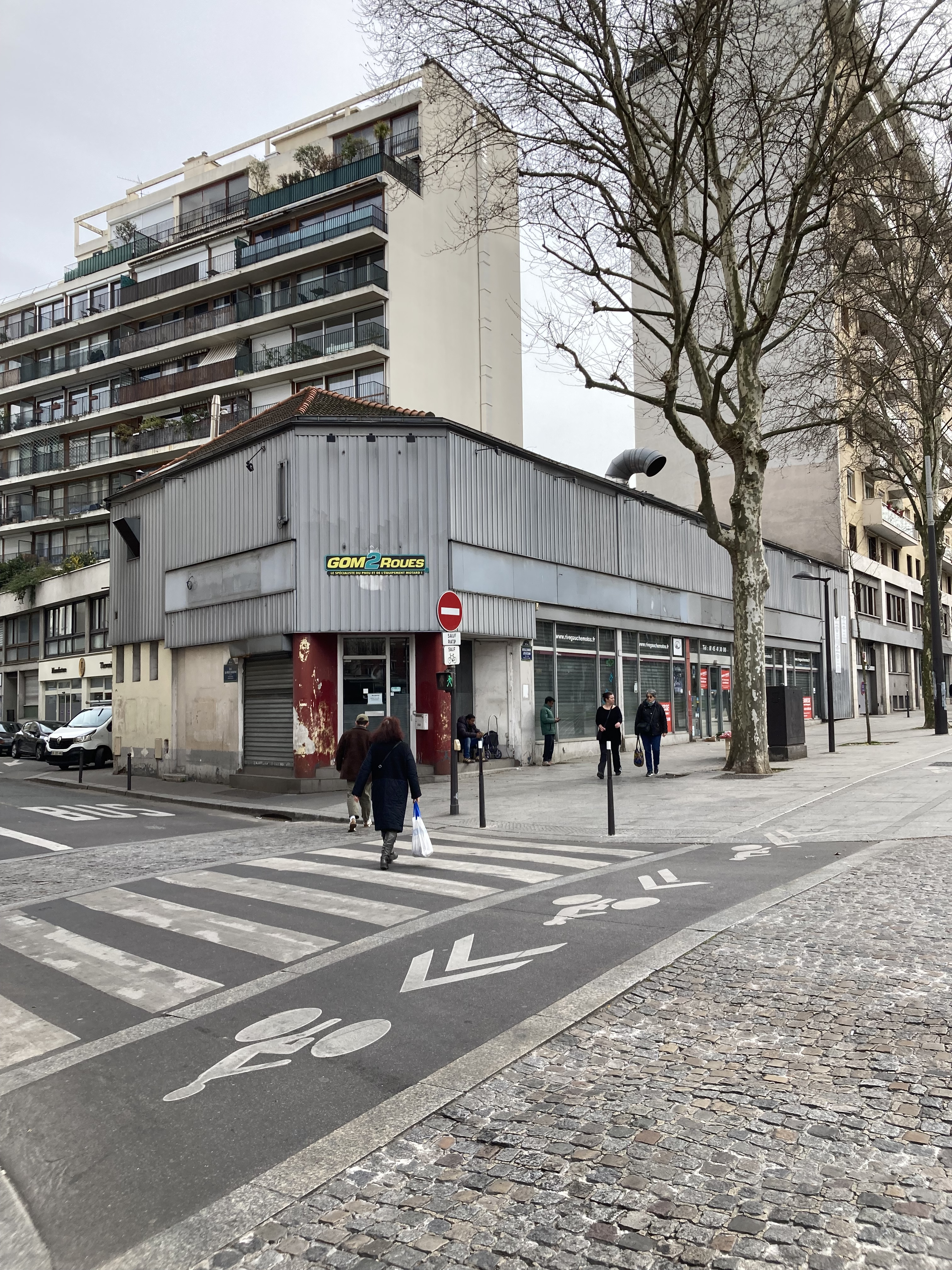
Ancien cinéma Orléans-Palace, en 2025.